# ТВ Футбол (Таджикистан)
«Футбол» — національний футбольний телеканал Таджикистану, що належить Федерації футболу Таджикистану, який з 21 лютого 2017 року транслює у високій чіткості HD цілодобово на всій території Таджикистану.
Основною мовою телеканалу є таджицька, деякі програми виходять також російською мовою.

## Заснування
Про футбольний телеканал у Таджикистані розпочалися розмови ще в 2015 році. У січні 2017 року в ЗМІ з'явилася інформація про майбутнє відкриття телеканалу «Футбол» у форматі HD. Засновником телеканалу є Федерація футболу Таджикистану. Телеканал запущений у тестовому режимі всього за кілька днів до офіційного відкриття 21 лютого 2017 року президентом Федерації футболу Таджикистану Рустамом Емомалі.
Телеканал «Футбол» висвітлює матчі національних збірних Таджикистану, матчі першої та вищої ліг Таджикистану з футболу, а також чемпіонати та змагання під егідою Азіатської конфедерації футболу - Лігу чемпіонів і Кубок Азійської конфедерації футболу, національні чемпіонати країн Азії. На телеканалі «Футбол» матчі Ліги чемпіонів та Ліги Європи, Англійської Прем’єр-ліги, іспанської Ла Ліги, італійської Серії А, німецької Бундесліги, Французької першої ліги, американського Кубка Сентенаріо, а також інші центральні матчі європейських країн транслюються у високій якості. В ефірі телеканалу розробляються спеціалізовані на футболі, а також професійні програми про видатних діячів цього виду спорту, старих і нових зірок футболу, історію та діяльність окремих команд і клубів, чемпіонів світу та відомих національних збірних.